# Liste zoologischer Gärten in Polen

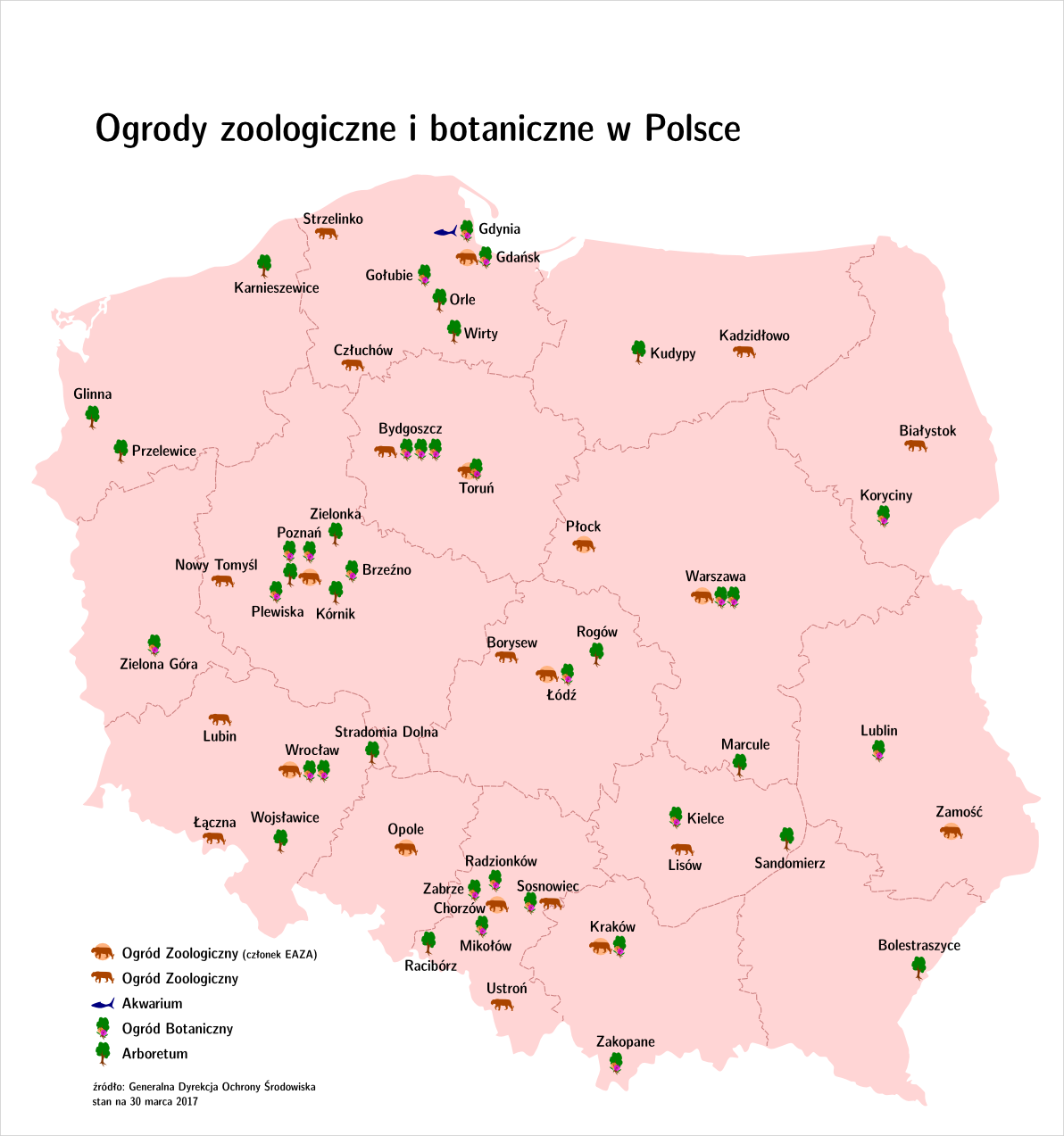
Landkarte der zoologischen und botanischen Gärten Polens

Die Liste zoologischer Gärten in Polen umfasst bestehende und ehemalige zoologische Gärten in Polen sortiert nach Gründungsjahr.

## Liste bestehender zoologischer Gärten
| Name                                     | Deutsche Bezeichnung                   | Ort         | Gründungsjahr | Bild | Webpräsenz            |
| ---------------------------------------- | -------------------------------------- | ----------- | ------------- | ---- | --------------------- |
| Ogród Zoologiczny we Wrocławiu           | Zoologischer Garten Breslau            | Breslau     | 1865          |      | Homepage              |
| Stare Zoo w Poznaniu                     | Alter zoologischer Garten Posen        | Posen       | 1874          |      | Homepage              |
| Ogród Zoologiczny w Opolu                | Zoologischer Garten Opole              | Opole       | 1912          |      | Homepage              |
| Ogród Zoologiczny w Zamościu             | Zoologischer Garten Zamość             | Zamość      | 1919          |      | Homepage              |
| Palmiarnia Miejska w Gliwicach           | Palmenhaus Gliwice                     | Gliwice     | 1924          |      | Homepage              |
| Ogród Zoologiczny w Warszawie            | Zoologischer Garten Warschau           | Warschau    | 1928          |      | Homepage              |
| Ogród Zoologiczny w Krakowie             | Zoologischer Garten Krakau             | Krakau      | 1929          |      | Homepage              |
| Miejski Ogród Zoologiczny w Łodzi        | Städtischer zoologischer Garten Łódź   | Łódź        | 1938          |      | Homepage              |
| Miejski Ogród Zoologiczny w Płocku       | Städtischer zoologischer Garten Płock  | Płock       | 1951          |      | Homepage              |
| Gdański Ogród Zoologiczny                | Danziger zoologischer Garten           | Danzig      | 1954          |      | Homepage              |
| Śląski Ogród Zoologiczny                 | Schlesischer zoologischer Garten       | Chorzów     | 1954          |      | Homepage              |
| Ogród Zoologiczno-Botaniczny w Braniewie | Zoologisch-botanischer Garten Braniewo | Braniewo    | 1959          |      | dauerhaft geschlossen |
| Akcent ZOO w Białymstoku                 | Akcent zoologischer Garten Białystok   | Białystok   | 1960          |      |                       |
| Ogród Zoobotaniczny w Toruniu            | Zoologisch-botanischer Garten Toruń    | Toruń       | 1965          |      | Homepage              |
| Akwarium Gdyńskie                        | Aquarium Gdynia                        | Gdynia      | 1971          |      | Homepage              |
| Nowe Zoo w Poznaniu                      | Neuer zoologischer Garten Posen        | Posen       | 1974          |      | Homepage              |
| Ogród Zoologiczny w Nowym Tomyślu        | Zoologischer Garten Nowy Tomyśl        | Nowy Tomyśl | 1974          |      | Homepage              |
| Ogród zoologiczny w Lesznie              | Zoologischer Garten Leszno             | Leszno      | 1903, 1977    |      |                       |
| Ogród zoologiczny w Bydgoszczy           | Zoologischer Garten Bydgoszcz          | Bydgoszcz   | 1978          |      | Homepage              |
| Zoo Safari w Świerkocinie                | Safari-Zoo Świerkocin                  | Świerkocin  | 1996          |      | Homepage              |
| Leśny Park Niespodzianek w Ustroniu      | Waldpark der Überraschungen in Ustroń  | Ustroń      | 2002          |      | Homepage              |
| Park Dzikich Zwierząt w Kadzidłowie      | Garten der wilden Tiere in Kadzidłowo  | Kadzidłowo  | 2004          |      | Homepage              |
| Zoo Farma w Łącznej                      | Zoo Farm in Łączna                     | Łączna      | 2006          |      |                       |
| Ogród Zoologiczny Dolina Charlotty       | Zoologischer Garten des Charlotta-Tals | Strzelinko  | 2006          |      |                       |
| Łosiowa Dolina                           | Themenpark Tal der Elche               | Ostrzyce    | 2006          |      |                       |
| ZOO Safari Borysew                       | Safari-Zoo Borysew                     | Borysew     | 2008          |      | Homepage              |
| Ogród Zoologiczny w Lubinie              | Zoologischer Garten Lubin              | Lubin       | 2014          |      | Homepage              |
| Ogród Zoologiczny w Lisowie              | Zoologischer Garten Lisów              | Lisów       | 2016          |      |                       |
| Ogród Zoologiczny Canpol                 | Zoologischer Garten Canpol             | Sieroczyn   | ?             |      |                       |
| Ogród Zoologiczny w Sosnowiecu           | Zoologischer Garten Sosnowiec          | Sosnowiec   | ?             |      |                       |
| Fokarium w Helu                          | Seehunde-Themenpark in Hel             | Hel         | ?             |      | Homepage              |
| Ogród Zoologiczny w Koninie              | Zoologischer Garten Konin              | Konin       | 2000          |      |                       |

## Liste ehemaliger zoologischer Gärten
| Name                                 | Deutsche Bezeichnung                  | Ort               | Gründungsjahr | Bild |
| ------------------------------------ | ------------------------------------- | ----------------- | ------------- | ---- |
| Ogród Zoologiczny w Bytomiu          | Zoologischer Garten Bytom             | Bytom             | 1898          |      |
| Ogród Zoologiczny w Zielonej Górze   | Zoologischer Garten Zielona Góra      | Zielona Góra      | um 1970       |      |
| Ogród Zoologiczny w Śremie i Wrześni | Zoologischer Garten Śrem und Września | Śrem und Września | ?             |      |